# Wild Honey
Wild Honey, album som gavs ut 4 december 1967 av The Beach Boys. Albumet var gruppens fjortonde LP och det är producerat av The Beach Boys gemensamt. 
Wild Honey kallas ofta för The Beach Boys soul-album.
Albumet nådde Billboard-listans 24:e plats.
På englandslistan nådde albumet 7:e plats.

## Låtlista
Singelplacering i Billboard inom parentes. Placering i England=UK 
1. Wild Honey (Brian Wilson/Mike Love) (#31, UK #29)
2. Aren't You Glad (Brian Wilson/Mike Love)
3. I Was Made to Love Her (Cosby/Hardaway/Moy/Stevie Wonder)
4. Country Air (Brian Wilson/Mike Love)
5. A Thing or Two (Brian Wilson/Mike Love)
6. Darlin' (Brian Wilson/Mike Love) (#19, UK #11)
7. I'd Love Just Once to See You (Brian Wilson/Mike Love)
8. Here Comes the Night (Brian Wilson/Mike Love)
9. Let the Wind Blow (Brian Wilson/Mike Love)
10. How She Boogalooed it (Mike Love/Bruce Johnston/Al Jardine/Carl Wilson)
11. Mama Says (Brian Wilson/Mike Love)

När skivbolaget Capitol återutgav Beach Boys-katalogen 1990 parades albumet Wild Honey ihop med albumet Smiley Smile på en CD. Dessutom fanns nedanstående sex bonusspår på skivan:
1. Heroes and Villians (singelversion) (Brian Wilson/Van Dyke Parks) (#12)
2. Good Vibrations (diverse versioner) (Brian Wilson/Mike Love)
3. Good Vibrations (tidig version) (Brian Wilson/Mike Love)
4. You're Welcome (Brian Wilson)
5. Their Hearts Were Full of Spring (Bobby Troup)
6. Can't Wait Too Long (Brian Wilson)